# Pierre Puiseux
Pierre Henri Puiseux, född 20 juli 1855 i Paris, död 28 september 1928, var en fransk astronom. Han var son till Victor Puiseux.
Puiseux inträdde 1879 i tjänst vid observatoriet i Paris, där han sedermera blev astronom och blev 1897 professor vid Sorbonne. Han tilldelades Valzpriset 1892, Lalandepriset 1896, Jules Janssens pris 1900 och Janssenmedaljen 1908. Puisieux deltog i den franska expeditionen till Martinique 1882 för observation av Venuspassagen. Han är mest bekant genom det stora tillsammans med Moritz Loewy utgivna verket Atlas photographique de la lune samt en mängd mindre arbeten över månen, utförda i samband med detta.